# Milton Goode
Milton Goode (* 16. Februar 1960 in Tinton Falls, New Jersey) ist ein ehemaliger Hochspringer aus den Vereinigten Staaten, welcher an den Olympischen Sommerspielen 1984 in Los Angeles teilgenommen hat.
Goode wurde in Tinton Falls aufgezogen und besuchte die Monmouth Regional High School, wo er 6 ft. 2 in. (ca. 1,88 Meter) hoch gesprungen ist. Er entdeckte den Hochsprung für sich, als sein Sportlehrer diesen demonstrierte, und erreichte später den Schulrekord mit 7 ft. 2¼ in (2,19 Meter). Nachdem er 1979 seinen Highschool-Abschluss erlangt hatte, zog er nach Florida und anschließend nach Kalifornien, um seine Karriere als Athlet am Alameda Junior College (jetzt bekannt als College of Alameda) zu verfolgen.
In Kalifornien wurde er ein professioneller Hochspringer und qualifizierte sich für die United States Olympic Trials. Dort wurde Goode ein Teil des U.S.-Teams. Sein Höhepunkt war ein persönlicher Rekord von 7 ft. 8¼ in (2,34 Meter).

## Weiterführende Links
- 1984 Year Rankings
- Milton Goode in der Datenbank von Olympedia.org (englisch)
- Milton Goode auf Olympics.com – The Official website of the Olympic movement.

| Personendaten    | Personendaten                  |
| ---------------- | ------------------------------ |
| NAME             | Goode, Milton                  |
| KURZBESCHREIBUNG | US-amerikanischer Hochspringer |
| GEBURTSDATUM     | 16. Februar 1960               |
| GEBURTSORT       | Tinton Falls, New Jersey       |